# Frank Müller-Rosentritt

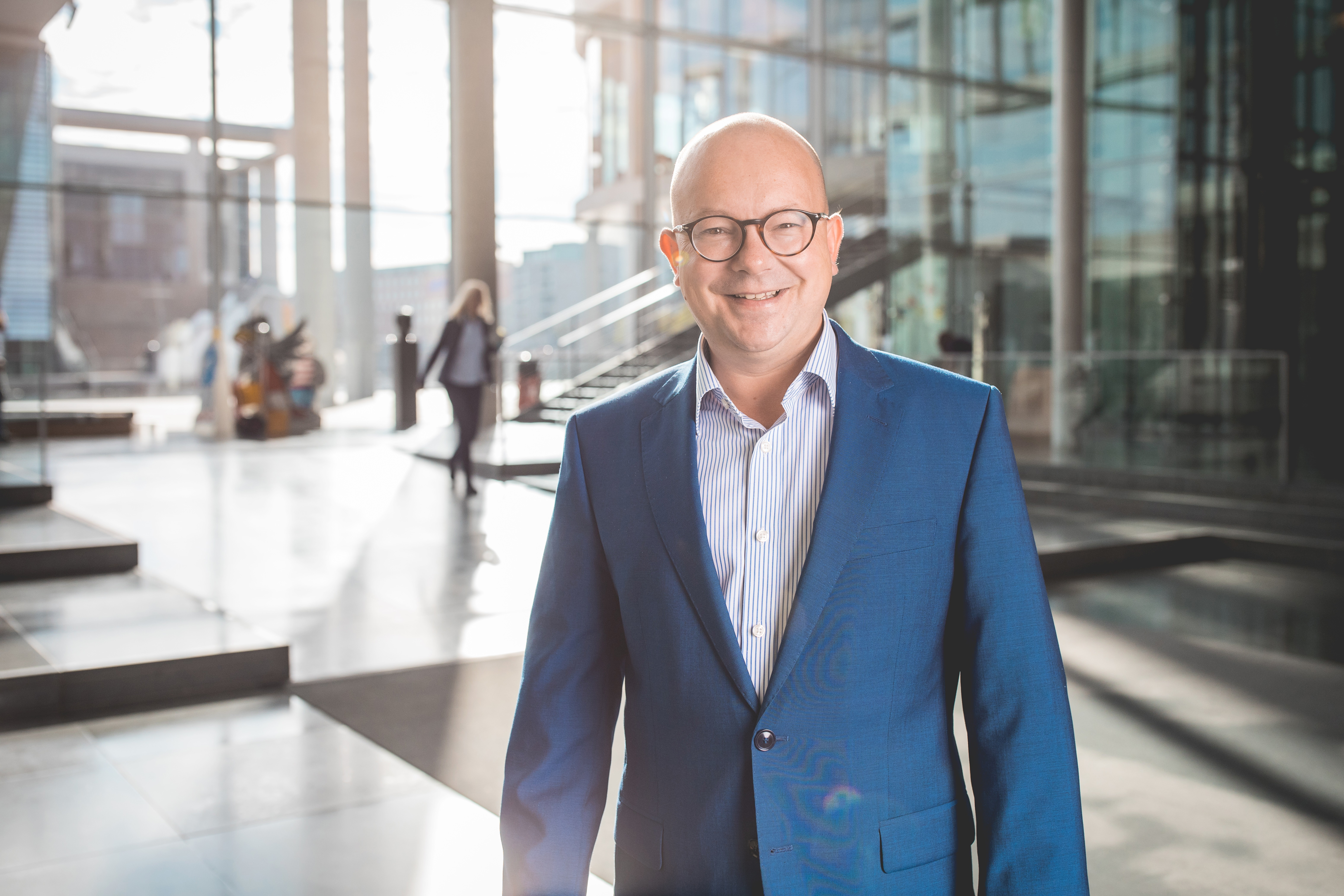
Frank Müller-Rosentritt (2020)

Frank Müller-Rosentritt, geborener Müller (* 13. Juni 1982 in Karl-Marx-Stadt, jetzt: Chemnitz), ist ein deutscher Politiker (FDP). Der Diplom-Betriebswirt war von 2017 bis 2025 Mitglied des Deutschen Bundestages. Zusätzlich war er von November 2019 bis November 2021 Vorsitzender der FDP Sachsen.

## Leben
Seine Eltern stammen aus Annaberg-Buchholz und Crottendorf im Erzgebirge. Seine Mutter ist Direktorin einer Schule, sein Vater Unternehmer. Müller-Rosentritt wurde 1982 in Karl-Marx-Stadt geboren und verbrachte seine Kindheit in Gersdorf im unteren Westerzgebirge. Er ist mit der promovierten Wirtschaftsingenieurin Caroline Rosentritt verheiratet und führt seit der Heirat den Namen Müller-Rosentritt. Das Paar hat drei Töchter und lebt im Chemnitzer Stadtteil Reichenbrand.

### Studium und Beruf
Müller-Rosentritt absolvierte das Abitur im Jahr 2001 am Lessing-Gymnasium in Hohenstein-Ernstthal. Von 2001 bis 2002 war er Sanitätssoldat bei der Bundeswehr sowie Trompeter im Heeresmusikkorps 13 in Erfurt. Im Rahmen seiner Offiziersausbildung wurde er beim Luftwaffentruppenkommando zum Hauptmann d.R. befördert. Er studierte von 2002 bis 2005 an der Dualen Hochschule Baden-Württemberg mit dem Schwerpunkt Banken und Kapitalmarkt und schloss das Studium als Diplom-Betriebswirt (BA) ab. Ab 2002 war er Mitarbeiter der Deutschen Bank AG und unter anderem 2005 als Trainee bei der Deutschen Bank in New York tätig. Von 2005 bis 2010 arbeitete er bei der Deutschen Bank Baden-Baden und wurde 2011 Leiter Private Banking der Deutschen Bank in Dresden.

### Unternehmerische Tätigkeit
Seit 2015 ist Müller-Rosentritt Geschäftsführender Gesellschafter der von ihm mitgegründeten Chemnitzer Grundbesitzgesellschaft bR sowie seit 2016 der Kamenica Immobilien GmbH und deren Tochter Wohnpark Schönheide GmbH. Bei allen Gesellschaften handelt es sich um vermögensverwaltende Immobiliengesellschaften.

## Politische Laufbahn
Nachdem die FDP bei der Bundestagswahl 2013 aus dem Bundestag ausgeschieden war, trat Müller-Rosentritt 2014 in den sächsischen Landesverband der Freien Demokraten ein, um aktiv am Wiederaufbau der Liberalen mitzuwirken. Er wurde 2016 zum FDP-Direktkandidaten für den Bundestagswahlkreis 162 (Chemnitz) nominiert und 2017 zum stellvertretenden Landesvorsitzenden der FDP Sachsen gewählt, deren Vorsitzender er im November 2019 wurde. Dieses Amt bekleidete er bis November 2021. Nachdem er sich nicht erneut um das Amt bewarb, wurde zu seiner Nachfolgerin Dr. Anita Maaß gewählt. Freiheit, eine offene Gesellschaft und die Verteidigung unserer liberalen Demokratie prägen sein Handeln vor Ort aber auch in der Welt. In seinem Wahlkreis setzt er sich vor allem für die Stärkung des Wirtschafts- und Innovationsstandortes Sachsen, eine sächsische Start-Up Kultur und eine stärkere internationale Vernetzung des Freistaates Sachsen ein, sowie für Demokratiebildung und interkulturelle Bildung.

### Abgeordneter im Bundestag
Bei der Bundestagswahl am 24. September 2017 erhielt er über Platz 3 der Landesliste der FDP Sachsen ein Mandat im 19. Deutschen Bundestag. Im Rahmen seiner Abgeordnetentätigkeit war er in Chemnitz sowie in den Landkreisen Erzgebirge, Mittelsachsen und Vogtland präsent.
Im Bundestag war Müller-Rosentritt ab Januar 2018 Ordentliches Mitglied im Auswärtigen Ausschuss, wo er für die Fraktion der Freien Demokraten als Berichterstatter für Asien verantwortlich zeichnete. Darüber hinaus war er Obmann der FDP-Fraktion im Unterausschuss für Auswärtige Kultur- und Bildungspolitik. Er war außerdem stellvertretendes Mitglied im Finanzausschuss.

 Müller-Rosentritt engagiert sich für Israel, jüdisches Leben und gegen Antisemitismus, wozu er zahlreiche Gastbeiträge in überregionalen Medien veröffentlichte.
Zur Bundestagswahl 2021 wurde Müller-Rosentritt erneut vom FDP-Kreisverband Chemnitz als Direktkandidat im Chemnitzer Wahlkreis aufgestellt; er erhielt zehn Prozent der Erststimmen und 11,3 % der Zweitstimmen für die Partei. Zudem wurde er auf Platz 2 der Landesliste der FDP Sachsen aufgestellt. Über diesen Listenplatz erreichte Müller-Rosentritt ein Mandat im 20. Deutschen Bundestag. Auch in dieser Legislaturperiode war er Ordentliches Mitglied im Auswärtigen Ausschuss. Ergänzend dazu war er im 20. Deutschen Bundestag Berichterstatter für Banken, Bankenregulierung und Bankenunion im Finanzausschuss. Er war stellvertretendes Mitglied im 1. Untersuchungsausschuss der 20. Wahlperiode des Deutschen Bundestages. Im Juli 2022 stimmte er als einziger Abgeordneter der FDP-Fraktion im Bundestag gegen einen Antrag zum Ausbau der erneuerbaren Energien.
Bei der Bundestagswahl 2025 kandidierte Müller-Rosentritt nicht erneut.

## Mitgliedschaften und gesellschaftliches Engagement
Frank Müller-Rosentritt engagiert sich in verschiedenen Vereinen und Institutionen für folgende soziale und gesellschaftliche Projekte:
- Vorsitzender der Deutschen Gruppe der Liberal International e. V. – DGLI für die Sektion Sachsen
- Mitglied der Deutschen Gesellschaft für Auswärtige Politik in Berlin
- Mitglied in der Deutsch-Israelischen Gesellschaft
- stellvertretender Vorsitzender der Deutsch-Indischen Parlamentarier Gruppe des Deutschen Bundestages
- Mitglied im Deutsch-Japanischen Forum e. V. für die FDP-Bundestagsfraktion
- Mitglied der Deutsch-Chinesischen und der Deutsch-ASEAN Parlamentariergruppe

- Seit 2011 ist er Mitglied im Verein „Die Freunde der Kunstsammlungen Chemnitz“.
- Seit vielen Jahren ist Frank Müller-Rosentritt Flügelhornist bei den Heidelbachtal-Musikanten, einer Blaskapelle im Erzgebirge.[12]
- Mitglied des Kuratoriums der Bundesakademie für musikalische Jugendbildung Trossingen e. V.
- Schirmherr des Projektes „Erlebe IT by bitkom“[13]
- Er ist seit Februar 2018 Mitglied im Industrieclub Sachsen e. V.[14]
- Er ist seit 2013 Mitglied des Lions Club Chemnitz Cosmopolitan.[15]